# Alt Urgell
L'Alt Urgell (també anomenat Urgell o Urgellet) és una comarca de Catalunya situada geogràficament als Pirineus i forma part de la vegueria de l'Alt Pirineu. La capital i la ciutat més poblada és la Seu d'Urgell, altres poblacions importants són Oliana i Organyà.
És la segona comarca més gran de Catalunya, després de la Noguera, i una de les que té menys població. Tot i que tan sols té 19 municipis, està formada per un gran nombre de pobles, però que per la seva mida es veuen agrupats en municipis.
La Seu d'Urgell n'ha estat sempre la capital natural, ocupa una espaiosa i estratègica esplanada de muntanya, la plana de la Seu, on conflueixen les principals vies naturals dels Pirineus. Aquesta estratègica situació i sobretot el desenvolupament d'Andorra han tingut una gran influència en la capital i una gran part de la comarca, que són el pas obligat per a accedir-hi per carretera des de Catalunya.

## Geografia
L'Alt Urgell té una forma allargada, com una mena de piràmide invertida. La llargada li és donada pels 46 km del riu Segre, que rega la vall principal i és l'eix de la comarca, mentre que suggereixen l'amplada de la capçalera els 22 km del riu de la Vansa, els 16 km del riu de Pallerols i els 12 km de la Valira, que corren pel seu sector de més al nord, fins a ajuntar-se amb el Segre.

### Situació

Sectors de l'Alt Urgell i la Cerdanya: el Baridà (blau), tons grocs: separació entre l'Urgellet i el sector meridional

L'Alt Urgell es troba als Pirineus, a la zona nord-occidental de Catalunya. Forma part de la conca del Segre i és constituïda per un sistema de petites valls i riberes formades al llarg i a ample d'aquest riu i els seus afluents. Limita amb les comarques de la Cerdanya, el Berguedà i el Solsonès per la banda de llevant, els dos Pallars per ponent, la Noguera per migjorn i Andorra al nord.
Es pot distingir entre tres sectors diferents: al nord-est es troba la comarca natural del Baridà, dividida entre la Cerdanya i l'Alt Urgell. Seguint el curs del Segre, que en aquesta zona forma un congost molt profund, s'arriba a l'estret de Mollet, que suposa el límit entre el Baridà i l'Urgellet. L'Urgellet, com el Baridà, és una comarca natural i històrica que correspon a quasi tot l'Alt Urgell. Seguint el curs del riu, ja dins l'Urgellet, es troba l'estret de les Cabanotes, canal de la Quera, o el Forat de la Seu; en aquesta zona, el Segre continua el seu congost fins a arribar a la plana de la Seu, la plana més gran de l'Urgellet i la zona més poblada. L'altre sector situa el límit al grau d'Oliana, la fi de l'Urgellet i l'inici de la riba d'Oliana, Peramola i Bassella. Aquest últim sector meridional de l'Alt Urgell està a mig pas dels Prepirineus i la Depressió central.
El nom de la comarca té l'origen en la regió de l'Urgellet, i la ciutat d'Urgell (antic nom de la Seu d'Urgell), on es va formar el comtat d'Urgell, però que amb l'extensió d'aquest cap al sud, va subdividir el comtat i es va crear un vescomtat de l'Alt Urgell.

### Clima

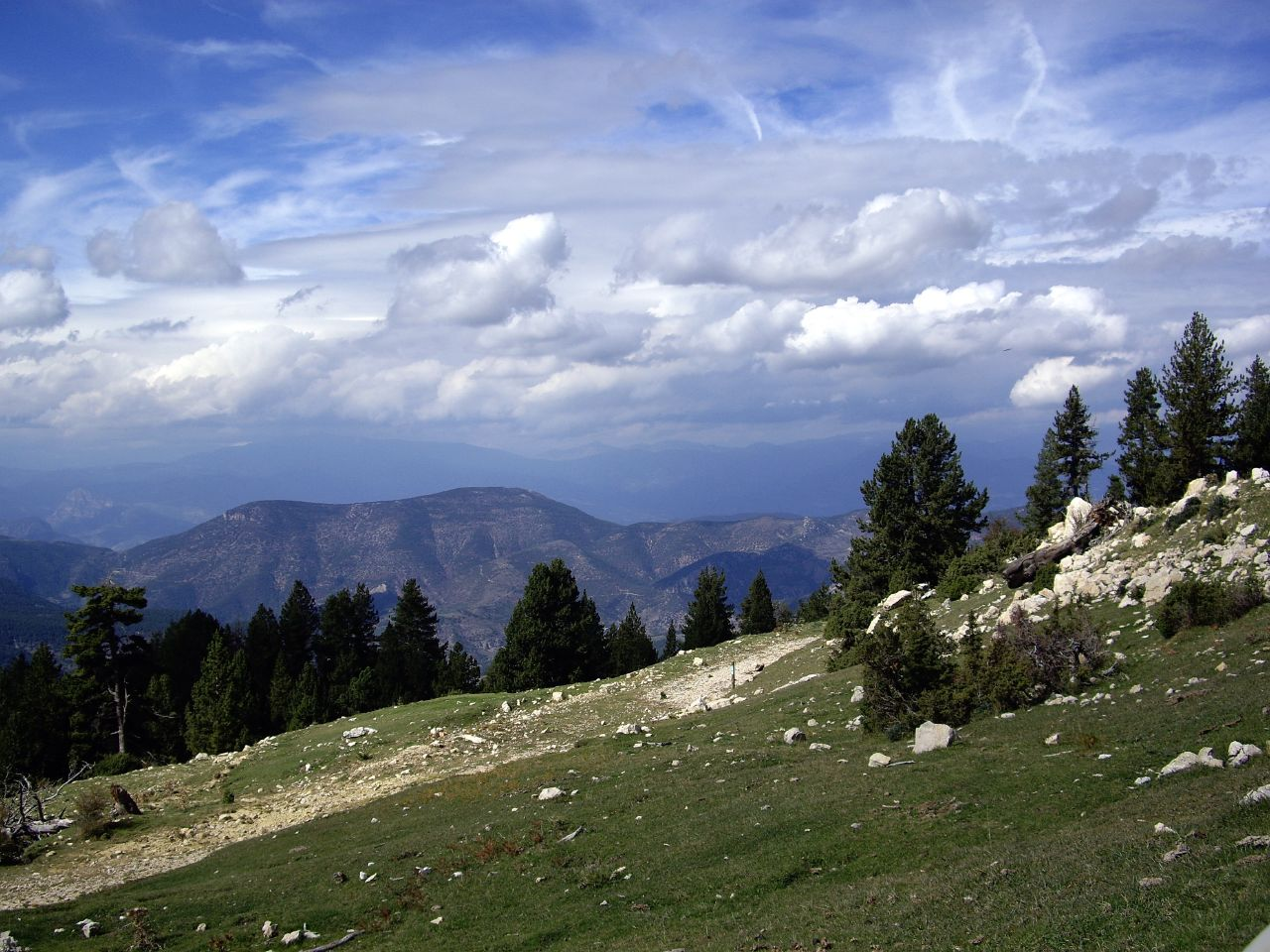
Vistes del paisatge al municipi de la Vansa i Fórnols

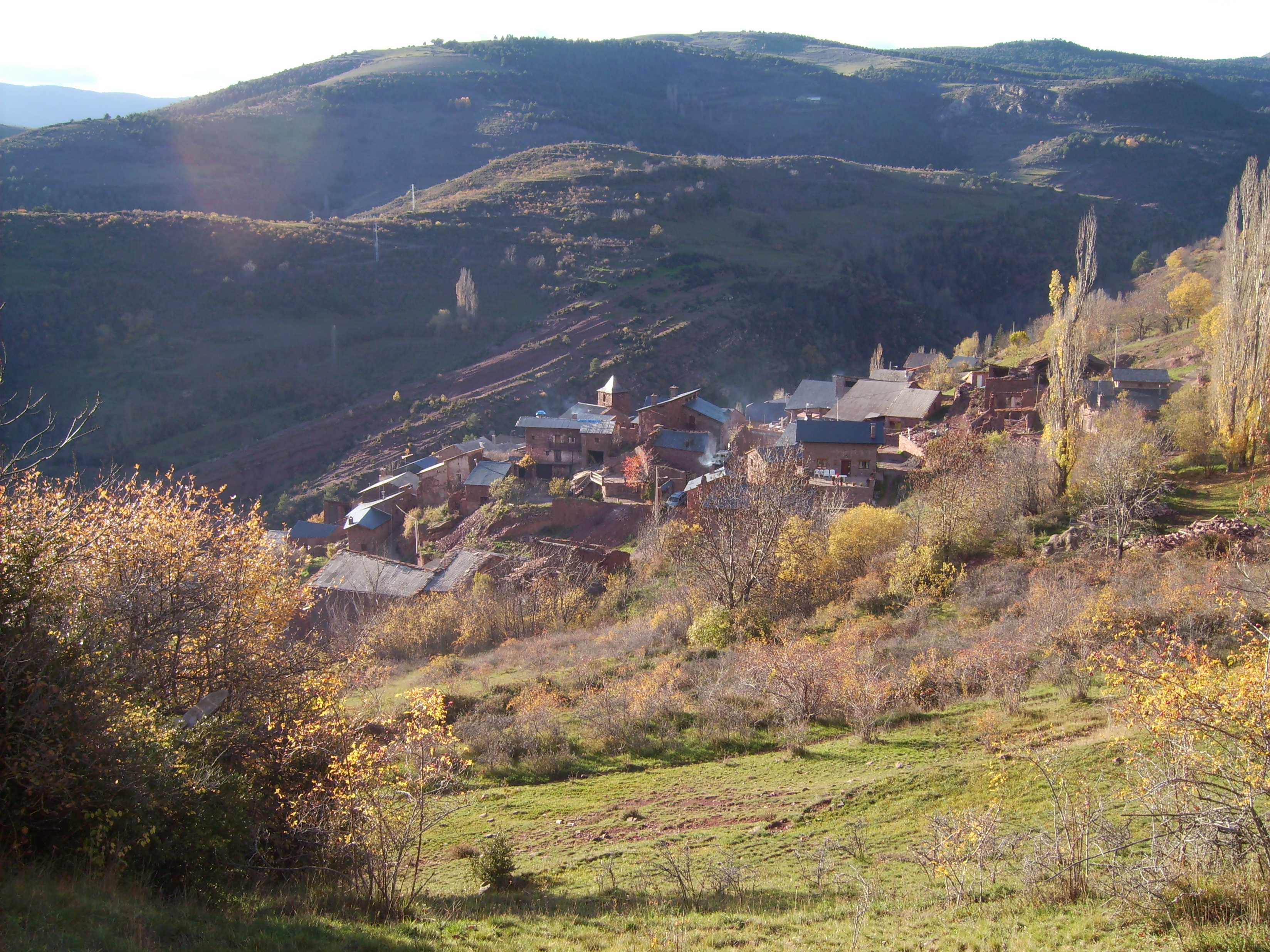
Guils del Cantó

El clima de la comarca és molt variable, a causa de la seva complicada orografia. Mentre a les parts més meridionals de la comarca hi predomina el clima mediterrani, a les zones més al nord i a major alçada predomina el clima d'alta muntanya. Entre aquests dos tan diferenciats, hi ha una transició de climes, condicionats bàsicament pels relleus de la zona.
Les precipitacions anuals són molt variables segons l'indret de la comarca. Les zones més plujoses de l'alta muntanya superen els 1.000 mm anuals; al voltant dels 700 mm anuals precipita a les valls de l'extrem nord, i el mínim el trobem a la zona més meridional de la comarca, amb registres inferiors als 650 mm. A l'estiu, el màxim de pluges correspon a les muntanyes; el mínim és a l'hivern en tota la comarca. És un clima, per tant, sec i fred a l'hivern, fresc i plujós a la primavera i començament d'estiu, calorós i sec al final d'estiu i començament de tardor, i fresc i humit a la tardor. La vegetació és continental, en gran part submediterrània.
El clima de l'Alt Urgell és mediterrani pirinenc occidental a l'extrem nord; mediterrani prepirinec occidental a gran part de la comarca i mediterrani continental sec a l'extrem sud. La distribució de la precipitació és irregular amb un total anual escàs i amb diferents règims pluviomètrics segons la zona. Al sud de la comarca, el règim és PTEH, a la zona central és EPTH i al nord és ETPH. El règim tèrmic es caracteritza per tenir estius calorosos, excepte a les parts més elevades, on són frescos i els hiverns són freds. El període lliure de glaçades comprèn els mesos d'estiu.

## Història

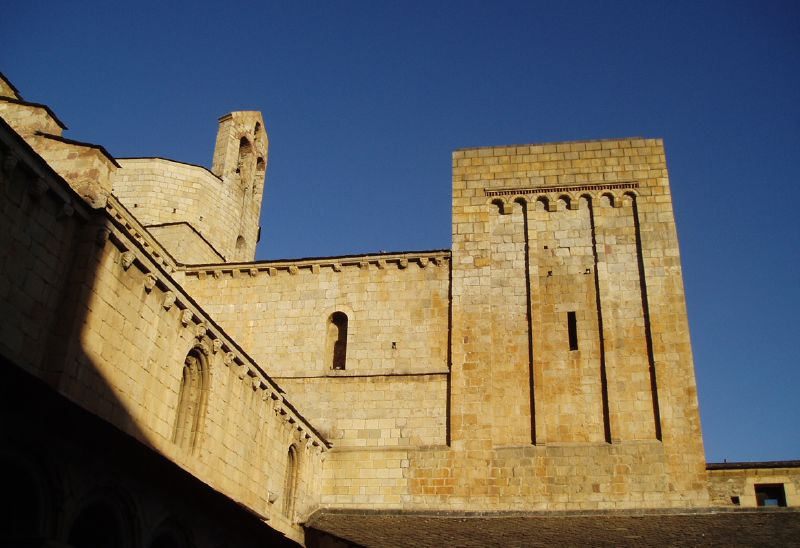
Catedral de la Seu d'Urgell

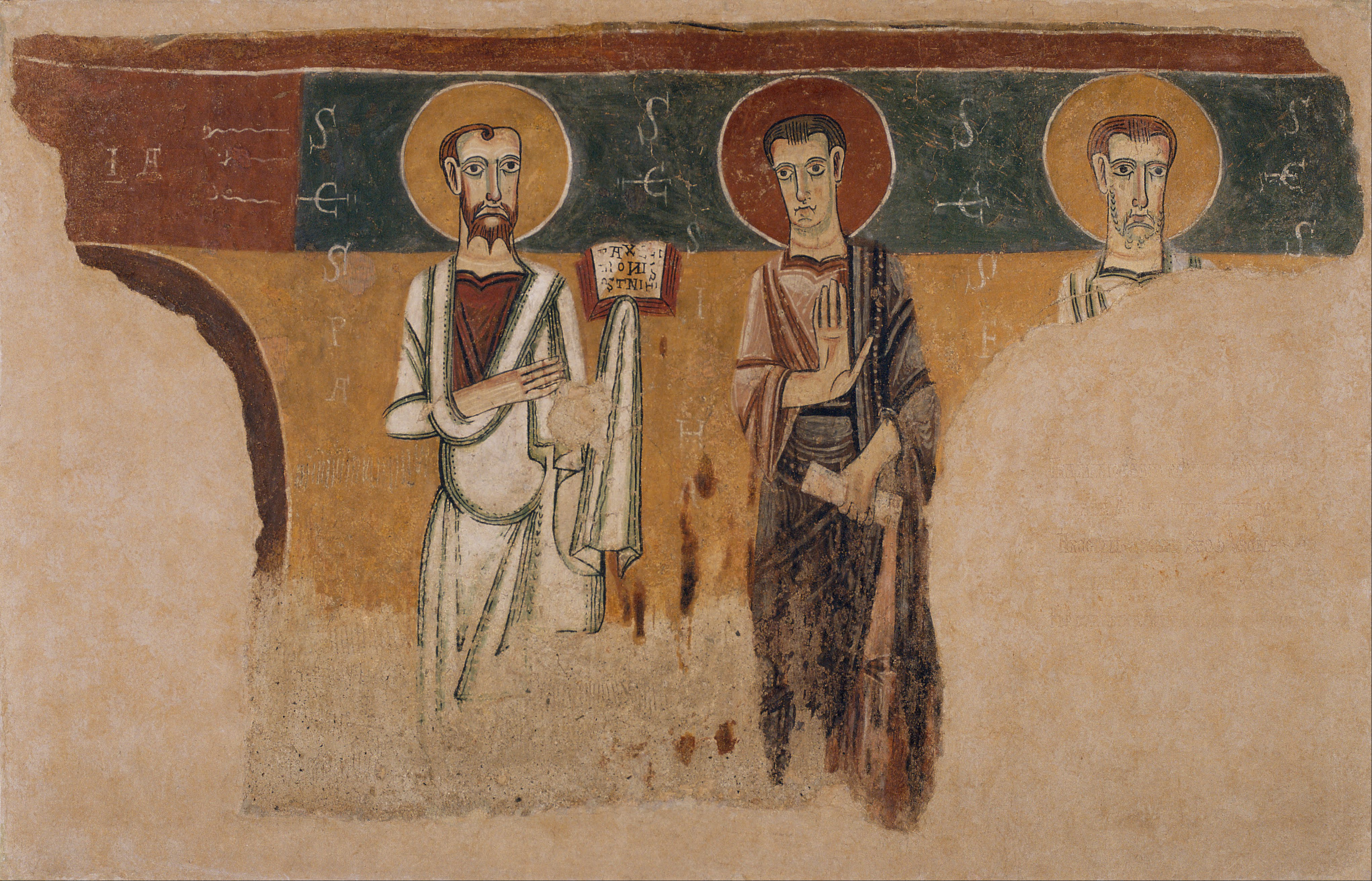
Pintura dels apòstols d'Argolell, al MNAC

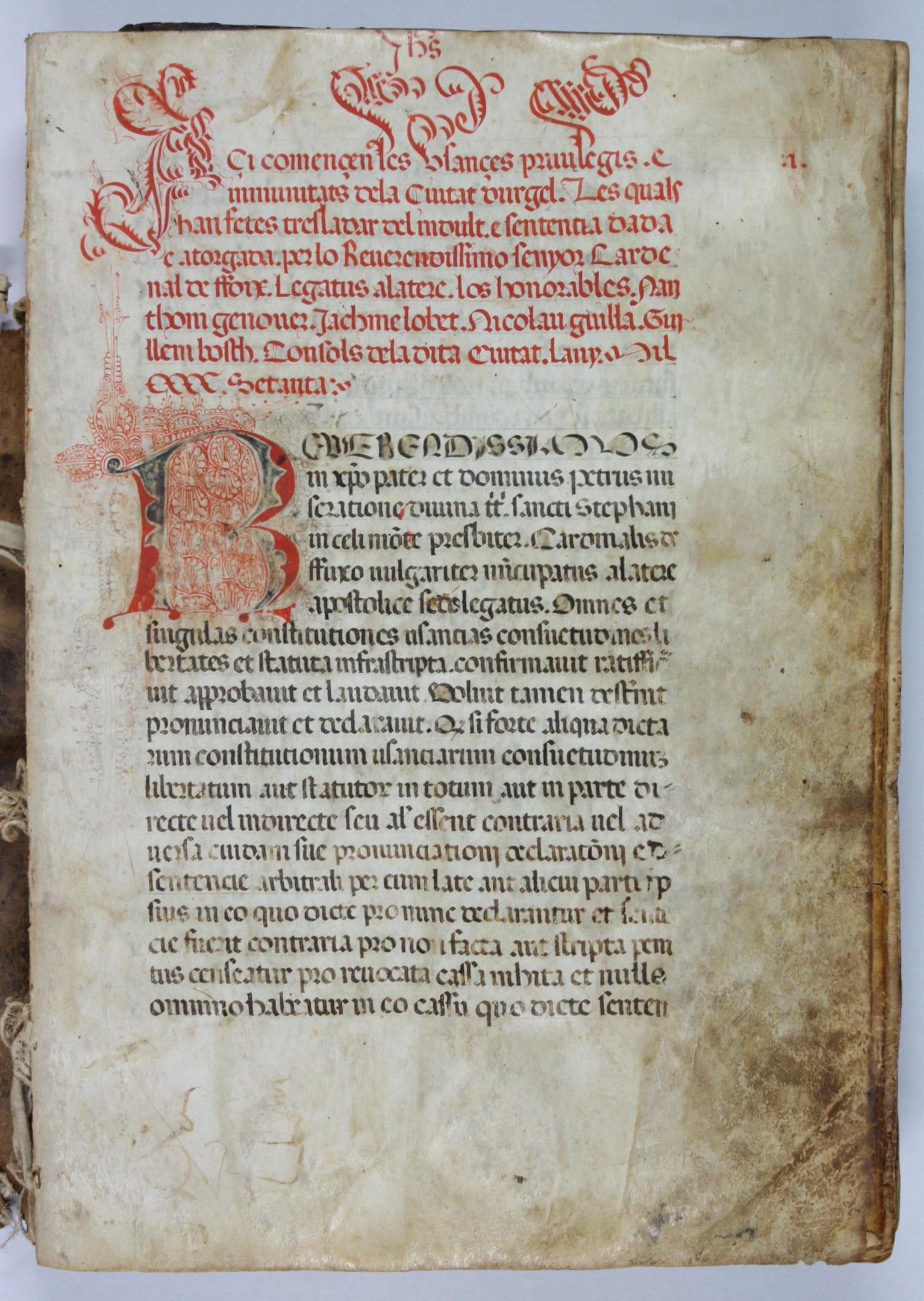
Llibre de les Usances, Privilegis i Immunitats de la Ciutat d'Urgell

### Prehistòria i antiguitat
L'Alt Urgell o Urgellet ocupa només un sector del comtat d'Urgell abans de la seva expansió cap a la plana. L'Urgell històric era format per l'Alt Urgell, Andorra, gran part del Solsonès i una petita part de la Segarra i la Noguera.
En l'època neolítica, es troben els primers vestigis de poblament a la comarca, agricultors que utilitzaven per als seus enterraments els sepulcres de fossa. El fenomen megalític hi és molt present i s'han calculat fins a 66 megàlits al sector del Segre central. Alguns de destacats són la cista megalítica del Coll de la Bernadella a Montan de Tost, i la cambra simple, anomenada la Cabana del Moro, a Bescaran.
També es troben jaciments a Cabó i a Toloriu de l'edat de bronze, i la necròpoli de Cabó. Es coneix un poblat ibèric a Castellciutat, la qual hom ha relacionat amb la llegenda aŕketuŕki d'unes monedes ibèriques, i possiblement fou reemplaçada per una ciutat romana anomenada Orgellia, que pot ser que fos capital d'un grup d'ilergets surdaons o dels ceretans augustans, que tal vegada limitaven aquí amb els andosins.
Es creu que, pel gran nombre de noms preromans que hi ha en la toponímia local, la població bascoide fou molt impermeable a la romanització.

### Inicis del comtat d'Urgell
L'escassa romanització també fou un obstacle per a la penetració del cristianisme i és per això que la diòcesi d'Urgell no es formà fins al segle vi. La localització de l'Urgell (Alt Urgell) lluny dels centres afectats pels dominis visigòtics i àrab va fer que la diòcesi i el futur comtat d'Urgell i també el de la Cerdanya es poguessin mantenir amb continuïtat i que, per petició pròpia dels urgellencs, passaria a l'obediència dels francs.
El comtat d'Urgell es va crear poc abans del 789, després que la ciutat de Girona passés a integrar-se al Regne dels francs. Probablement, el canvi de domini del comtat d'Urgell i Cerdanya es feu d'una manera similar i sense violència, com també la invasió sarraïna, fins al retorn del general Abd al-Malik, el 793, de retorn de Girona i Narbona, que va devastar la Cerdanya i l'Urgellet, com també la ciutat d'Urgell.
Borrell I d'Osona fou desposseït el 820 dels comtats d'Urgell i de Cerdanya-Conflent i foren donats al comte Asnar I Galí, succeït pel seu fill Galí I Asnar i aquest últim fou foragitat per Sunifred I d'Urgell-Cerdanya, investit per Lluís el Piadós el 834.
El comtat passa a Guifré el Pilós (870-97) i comença la línia hereditària de comtes privatius, en deixar el llegat del comtat d'Urgell separat del de Cerdanya. Es va trencar així el nomenament dels comtes per part dels reis francs. La primera dinastia comtal, composta de vuit Ermengols, va fer avançar la frontera del comtat fins a Sanaüja i Torà i per bona part del Solsonès al llarg del segle x. Poc després de l'any 1000, i al llarg del segle xi, es conqueria Ponts, la vall d'Artesa de Segre, Cubells i Camarasa, Agramunt i la serra d'Almenara fins a tocar el comtat d'Osona, que entretant s'havia estès vers Cervera, Tàrrega i Anglesola, que formaran el límit de l'Urgell Mitjà i el Baix Urgell, sotmès als comtes urgellesos. També es va ampliar per ponent cap a les valls de Meià, Àger i Santa Linya.
El 1105, es conquereix Balaguer i el comtat canvia de centre polític, dels Pirineus a les planes, deixant així l'antic centre de la vall de la Valira i on prengué cada vegada més relleu el paper del bisbe d'Urgell i la casa dels Caboet i els vescomtes de Castellbò.

### Plenitud de l'època comtal
Les disputes entre els Caboet i llurs successors, els vescomtes de Castellbò, amb els bisbes d'Urgell per la senyoria d'Andorra, que continuaren fins al segle xiii, quan el vescomtat pertanyia ja a la casa comtal de Foix, prepararen de fet la separació de les valls d'Andorra de la resta del comtat d'Urgell, separació que esdevingué definitiva a partir de la segona meitat del segle xvi. En la divisió del Principat de Catalunya en vegueries, vigent el 1304, l'Alt Urgell restà exclòs d'aquestes demarcacions reials; cap al 1365, tanmateix, el territori era unit a la vegueria de Cervera. Una vegueria d'Urgell aparegué a la fi de l'edat mitjana, la qual incloïa la part de l'antic comtat d'Urgell compresa en la vall del Segre aigua amunt de Rubió d'Agramunt. En crear-se més endavant la vegueria d'Agramunt, l'Alt Urgell fou agregat a la vegueria de Puigcerdà, que esdevingué després del 1716 corregiment de Puigcerdà.

## Política i govern

### Consell comarcal[3]
| Candidatura | Candidatura     | Cap de llista | Vots   | Regidors | % vots |
| ----------- | --------------- | ------------- | ------ | -------- | ------ |
|             | JxCat           | Miquel Sala   | 3.808  | 9        | 36,43% |
|             | ERC - AM        | Martí Riera   | 2.804  | 6        | 26,82% |
|             | PSC - COMPROMÍS | Carlota Valls | 2.428  | 4        | 23,23% |
|             | CUP-AMUNT       | -             | 532    | -        | 5,09%  |
|             | EN COMÚ-ECG     | -             | 224    | -        | 2,14   |
|             | Partit Popular  | -             | 174    | -        | 1,66%  |
|             | Altres          |               | 118    | -        | 1,13%  |
|             | Vot en blanc    |               | 149    | -        |        |
| Total       | Total           | 10.514        | 10.514 | 19       |        |

### Organització territorial
| Entitat de població    | Habitants |
| ---------------------- | --------- |
| Alàs i Cerc            | 350       |
| Arsèguel               | 83        |
| Bassella               | 235       |
| Cabó                   | 92        |
| Cava                   | 57        |
| Coll de Nargó          | 574       |
| Estamariu              | 119       |
| Fígols i Alinyà        | 254       |
| Josa i Tuixén          | 122       |
| Montferrer i Castellbò | 1.050     |
| Oliana                 | 1.844     |
| Organyà                | 804       |
| Peramola               | 344       |
| Pont de Bar, el        | 165       |
| Ribera d'Urgellet      | 962       |
| Seu d'Urgell, la       | 12.185    |
| Valls d'Aguilar, les   | 291       |
| Valls de Valira, les   | 817       |
| Vansa i Fórnols, la    | 200       |
|                        |           |

#### Informe Roca
El Parlament de Catalunya va encarregar la revisió del mapa territorial a una comissió d'experts presidida per Miquel Roca amb la presència de quatre geògrafs. El gener del 2001, es va presentar l'Informe sobre la revisió del model d'organització territorial de Catalunya, conegut com l'Informe Roca. Aquest informe proposa la creació d'una nova comarca anomenada Segre Mitjà, que inclouria els municipis del sud de l'Alt Urgell: Oliana, Peramola i Bassella, a més de canvis en els municipis:
- Agregacions municipals per no arribar a 250 habitants:
  - Estamariu al municipi d'Alàs i Cerc, sota el nom d'Alàs, Bescaran i Estamariu.
  - Cabó al municipi d'Organyà.
  - Ajuntar els municipis del Pont de Bar, Arsèguel i Cava, sota el nom de Baridà.
  - Ajuntar els municipis de Josa i Tuixén i la Vansa i Fórnols, sota el nom de Tuixén i la Vansa.
- Suprimir els enclavaments de Conorbau i Baridà (Ribera d'Urgellet) per passar a les Valls d'Aguilar.
- Corregir altres disfuncionalitats:
  - Cerc (Alàs i Cerc), la Bastida d'Hortons, el Ges, Ortedó, Lletó i Vilanova de Banat, tots aquests al municipi d'Alàs i Cerc passarien al de la Seu d'Urgell.
  - Bescaran, al municipi de les Valls de Valira passaria al municipi proposat d'Alàs, Bescaran i Estamariu.
  - Unió del municipi de Fígols i Alinyà dins del d'Organyà.
  - Freixa de la comarca del Pallars Sobirà i del municipi de Soriguera, només s'hi pot accedir des de les Valls d'Aguilar, i passaria a aquest municipi.
  - Guils del Cantó i Pallerols del Cantó, ambdós al municipi de Montferrer i Castellbò passarien al municipi de Ribera d'Urgellet.

## Economia
La vinya dels Pirineus fou important i habitual durant molt segles fins que la fil·loxera, a finals del segle xix, va provocar la desaparició d'aquest cultiu. Mentre en altres indrets de Catalunya es van recuperar, a l'Alt Urgell es va introduir la vaca de llet. La vaca de llet fou introduïda per Josep de Zulueta, que va impulsar el canvi agrari. Així, es van substituir les vinyes i els camps de cereals (conreu de secà) pels prats de dall. Es va crear la Cooperativa Lletera Cadí coneguda per la mantega i els formatges de l'Alt Urgell i la Cerdanya.
En són proves les terrasses que encara es troben als pobles alt urgellencs del Pont de Bar i Calvinyà, a prop de la Seu d'Urgell, entre d'altres. El Pont de Bar és un exemple de l'aprofitament de la terra amb el cultiu de la vinya. Les seves terrasses pugen encara des de la riba del Segre fins als pobles d'Aristot i Castellnou de Carcolze, encimbellats a la muntanya.
Al Pont de Bar, també es troba el Museu de la vinya i el vi de muntanya o Museu de la vinya i el vi de Pont de Bar, ubicat a l'antic cortal de Cal Teixidoret, a l'entrada del nou poble (reconstruït després dels aiguats del 1982). A dalt, s'exposa tot allò que fa referència al cultiu de la vinya, mentre que al pis de sota està dedicat a l'elaboració del vi.

## Demografia
| 1497 f | 1515 f | 1553 f | 1717  | 1787   | 1857   | 1877   | 1887   | 1900   | 1910   |
| ------ | ------ | ------ | ----- | ------ | ------ | ------ | ------ | ------ | ------ |
| 810    | 1.067  | 1.461  | 8.968 | 12.145 | 28.296 | 23.643 | 21.897 | 19.083 | 19.709 |

| 1920   | 1930   | 1940   | 1950   | 1960   | 1970   | 1981   | 1990   | 1992   | 1994   |
| ------ | ------ | ------ | ------ | ------ | ------ | ------ | ------ | ------ | ------ |
| 20.181 | 20.933 | 19.274 | 22.134 | 20.948 | 19.897 | 19.828 | 19.167 | 18.991 | 18.991 |

| 1996   | 1998   | 2000   | 2002   | 2004   | 2006   | 2008   | 2010   | 2012   | 2014   |
| ------ | ------ | ------ | ------ | ------ | ------ | ------ | ------ | ------ | ------ |
| 19.006 | 18.950 | 19.315 | 19.848 | 20.315 | 21.257 | 21.942 | 22.005 | 21.386 | 20.878 |

| 2016   | 2018   | 2020 | 2022 | 2024   | 2026 | 2028 | 2030 | 2032 | 2034 |
| ------ | ------ | ---- | ---- | ------ | ---- | ---- | ---- | ---- | ---- |
| 20.548 | 20.224 | -    | -    | 21.214 | -    | -    | -    | -    | -    |

## Llocs d'interès
- Arxiu Comarcal de l'Alt Urgell
- Museu de l'acordió d'Arsèguel
- Fàbrica de llanes d'Arsèguel
- Museu de la Moto de Bassella
- Museu del Pagès de Calbinyà
- Museu dels Dinosaures de Coll de Nargó
- Museu dels Raiers de Coll de Nargó
- Museu Diocesà d'Urgell a la Seu d'Urgell
- Espai Ermengol a la Seu d'Urgell
- Expo-Trac a Montferrer
- Museu Antiga Farinera a Montferrer
- Pou de Gel d'Oliana
- Centre Exposició de les Homilies d'Organyà, a Organyà
- Museu de la Vinya i el vi de Muntanya del Pont de Bar
- Museu de les Trementinaires[7]